# Римска архитектура
Римска архитектура се развијала и сеже од 2. до 1. века п. н. е. до 500. г. Римљани су се ослободили, постигнута су права Римљана а са друге стране појавили су се и занати и занатлије, као робови долазећи из различитих страна, доносили су собом и одређене традиције. У Риму је дошло до развоја уметности која је користила уметност ранијих епоха превасходно уметност старе Грчке.
Узимајући грчке елементе Римљани су стекли предувете за монументалност, те сасвим нове појмове као што је лук и свод без којих не би постојала архитектура запада.
Развој архитектуре од самих почетака одражава специфично римски карактер и римски начин приватног и јавног живота, тако да су сви елементи позајмљени од Етрураца и Грка, убрзо добили римско обилежје. То се на први поглед види на разноврсним типовима римских храмова базиликалног, кружног или осмоугаоног облика, римских кућа и палата, самосталних („домуса“) или груписаних у блокове (инсула), царских палата — величанствених по размерима, театрима, амфитеатрима, хиподромима и јавним купатилима (термама).
Римљани су схватили етрурски полукружни лук и користили све његове способношћу (до 16 м). Редањем лукова у истом смеру добива се лучни свод (до 20 м). Крижањем два лучна свода под углом од 90º ствара се крстасти свод (30x30 м). Ротацијом полукружног лука за 360º ствара се купола (најпознатија је Хадријанова купола Пантеона, 43,60 м). Све ове римске конструкције изведене су захваљујући једном од највећих достигнућа римске цивилизације, а то је цемент (cemantum, око 4. века п. н. е..).
Архитектонска дела која су почивала управо на конструкцији лука били су римски акведукти. Један од најљепших примера је Понт ду Гард (Ним, Француска), 19. п. н. е. с дужином од 269 м. Његове јасне и чисте линије које премошћују широку долину не говоре само о градитељској уметности Римљана, него и трајном осјећају за ред који је био вечна инспирација. Тако се природан ток воде симулира уситњеним ритмизирањем најмањих лукова на трећем хоризонталном појасу аквадукта.
Реконструкција Константинове (првобитно Максенцијеве) базилике, Рим, око 310—320. године. Једна од првих тробродних грађевина чији је главни, тј. средишњи, брод био виши од остала два, чиме се добио додатни простор за прозоре. Овакав тип базилике је био сигурно пун светлости и ваздуха и од тада овакав тип осветљења називамо – “базиликално осветљење”. Овакву конструкцију ћемо наћи у многим каснијим грађевинама, од цркви до жељезничких станица.
Римљани трг окружују грађевинама које су рађене искључиво због потребе за великим наткривеним простором – Базилике, то су једноставно покривене хале чији кров држе два реда стубова. Ту су се скупљали сви који су имали посла на форуму у вриеме врућина и киша. Базилика је правоугаоног облика, а касније су у њој радили судови, пијаце, одржавали се састанци и др. Основа лонгитудиналне грађевине ће преузети хришћанство за облик своје сакралне базилике, која ће бити издужена и подељена на три брода.
Стамбене зграде су биле самосталне куће ("домус"), стамбена зграда вишеапратница ("ценакуле") или стамбени блокови ("инсулае“ = острва) које су обично имале четири спрата, а неријетко и до десет спратова.
Домуси у Риму су биле раскошне, али функционалне стамбене куће. Обично су се састојале од бројних квадратних просторија разних намена које су биле оријентисане према средишњем отвореном дворишту с базеном, етрурског порекла – атрију. Таквим се распоредом римска кућа изоловала од улице и околних кућа, али су ваздух, светлост и зеленило присутни у самом њеном средишту. Таква је и Вила Мистерија с краја 2. века п. н. е. из Помпеје.
У царске палате уводи се и подно грејање (хипоцастум), као нпр. у Веспазијановој вили на Бријонима.
Терме су биле велика заједничка купатила с углавном сличним основним распоредом просторија. Састојале су се од купаоница с топлом водом, купаоница с хладном водом, просторија за масажу, просторија с топлим ваздухом, парних купаоница, вестибила, простора за разговор, собе за вежбу, па чак и читаонице. Уз терме су били вртови, терасе, библиотеке, па су терме заправо представљале један од центара друштвеног живота. Основе комплекса римских терми су уједно најкомпликованији и најуспешнији примери римског напретка. Изненађује чињеница да су од свих монументалних римских грађевина, управо терме биле највећи самостални објекти.
Што се тиче позоришта (театар), Римљани граде затворени комплекс по узору на грчки театар, али с разликом што је скена прелази у први план, а у оркестри седе римски достојанственици. Римска позоришта се увелико разликују од грчких, пре свега у томе што су Грци искоришћавали природну падину брега за прављење места за седење, док су Римљани градили седалиште као посебну грађевину коју су настављали и иза скене затварали динамизираним зидним плаштом.
Амфитеатар је чисто римска творевина која једноставно спаја два театра у елиптичан објект за забаву (Колосеум – 50 000 места за сједење).
Славолуци су јединствен архитектонски облик који су измислили Римљани. Они су били монументални аркадни споменици подигнути у част победа императора или великих војсковођа, обично су означавали крај улице и почетак форума. У почетку су подизани у част војних победа и тријумфалних дочека, како би војсковођа могао с победничком војском кроз тријумфални лук ујахати у град. Најчешће су с једним или три засвођена пролаза, украшена стубовима или полу-стубовима који стоје на високој бази. Украшени су бројним рељефима који су и бит славолука. Најпознатији славолуци су у Риму: Титов славолук, Славолук Септимија Севера и Константинов славолук]], те у Француској у Ниму.